# Roepera hirticaulis
Roepera hirticaulis är en pockenholtsväxtart som först beskrevs av Van Zyl, och fick sitt nu gällande namn av Beier & Thulin. Roepera hirticaulis ingår i släktet Roepera och familjen pockenholtsväxter. Inga underarter finns listade i Catalogue of Life.